# ポルティチの唖娘

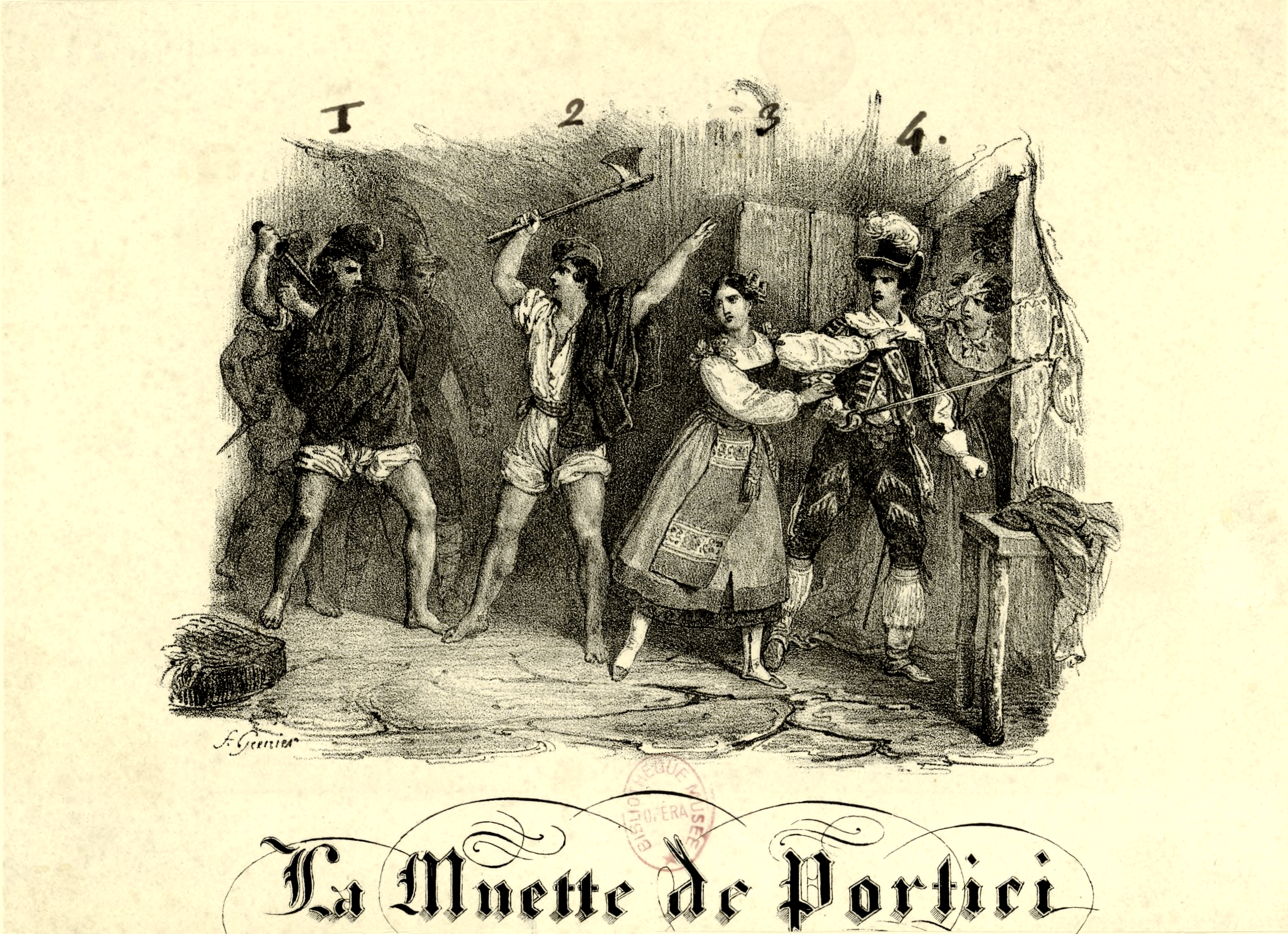
フランソワ・グルニエによるイラスト

『ポルティチの唖娘』（ポルティチのおしむすめ、フランス語: La Muette de Portici）または『ポルティチの物言わぬ娘』は、ダニエル＝フランソワ＝エスプリ・オベールが1827年に作曲し、翌1828年2月29日にパリのオペラ座で初演された全5幕から成るオペラである。

## 概要

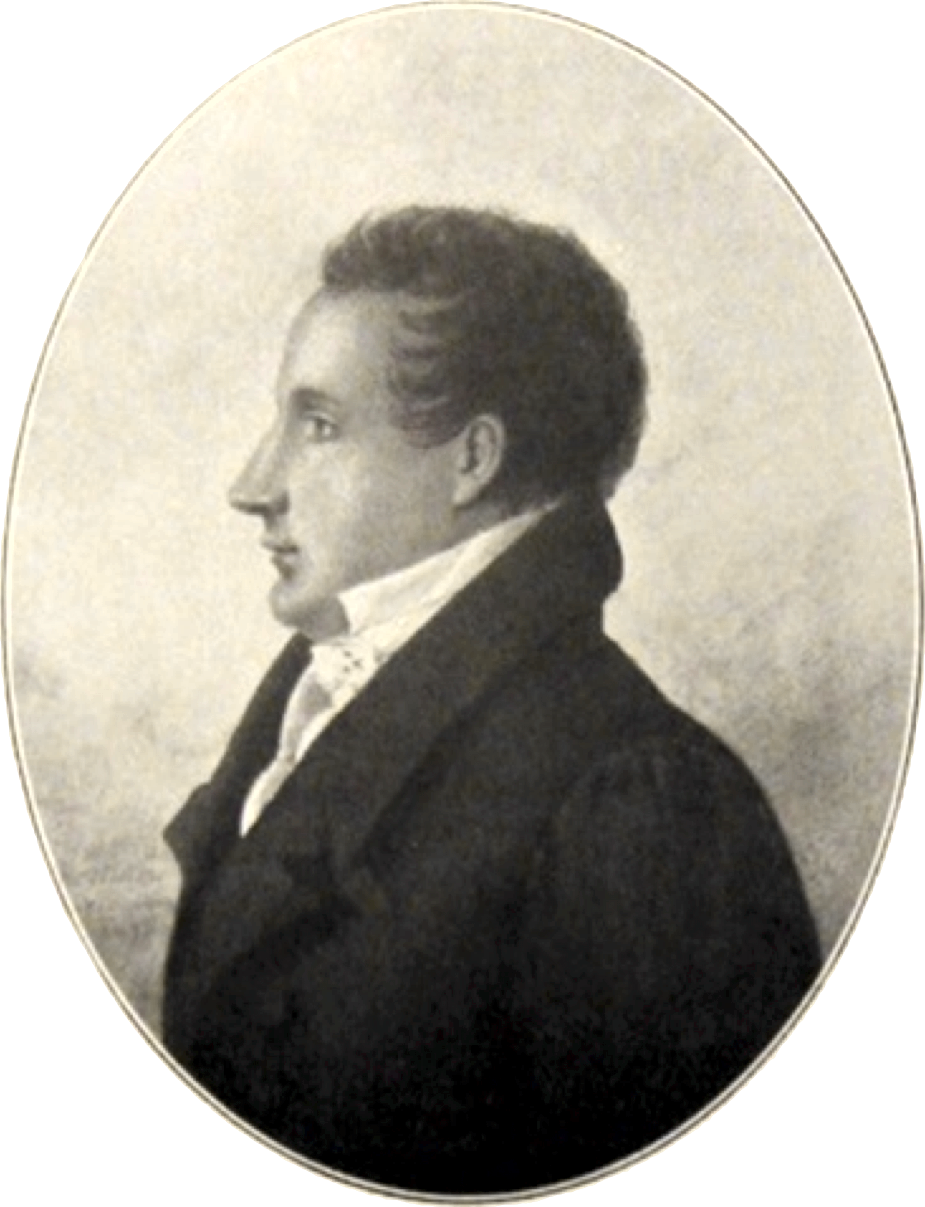
ジェルマン・ドラヴィーニュ

リブレットはウジェーヌ・スクリーブ及びジェルマン・ドラヴィーニュのフランス語のものによる。物語は1647年7月7日にナポリで魚小売商のマサニエッロがスペインに対して起こした一揆を題材に、マサニエッロの妹で口をきけなくなった娘フェネッラを中心に展開される。主役フェネッラがしゃべれないという設定なので、初演以来この役はバレリーナによって演じられることが多い。また、オペラの終幕でヴェスヴィオ火山が噴火するというドラマティックな設定が当時大いにうけ、上演回数を増やしていき、1828年の初演以来1880年までにパリだけで500回上演を記録した。19世紀ヨーロッパにおいて最も人気のあるオペラという地位を確立するとともにグランド・オペラ様式を確立した作品としても名高い。

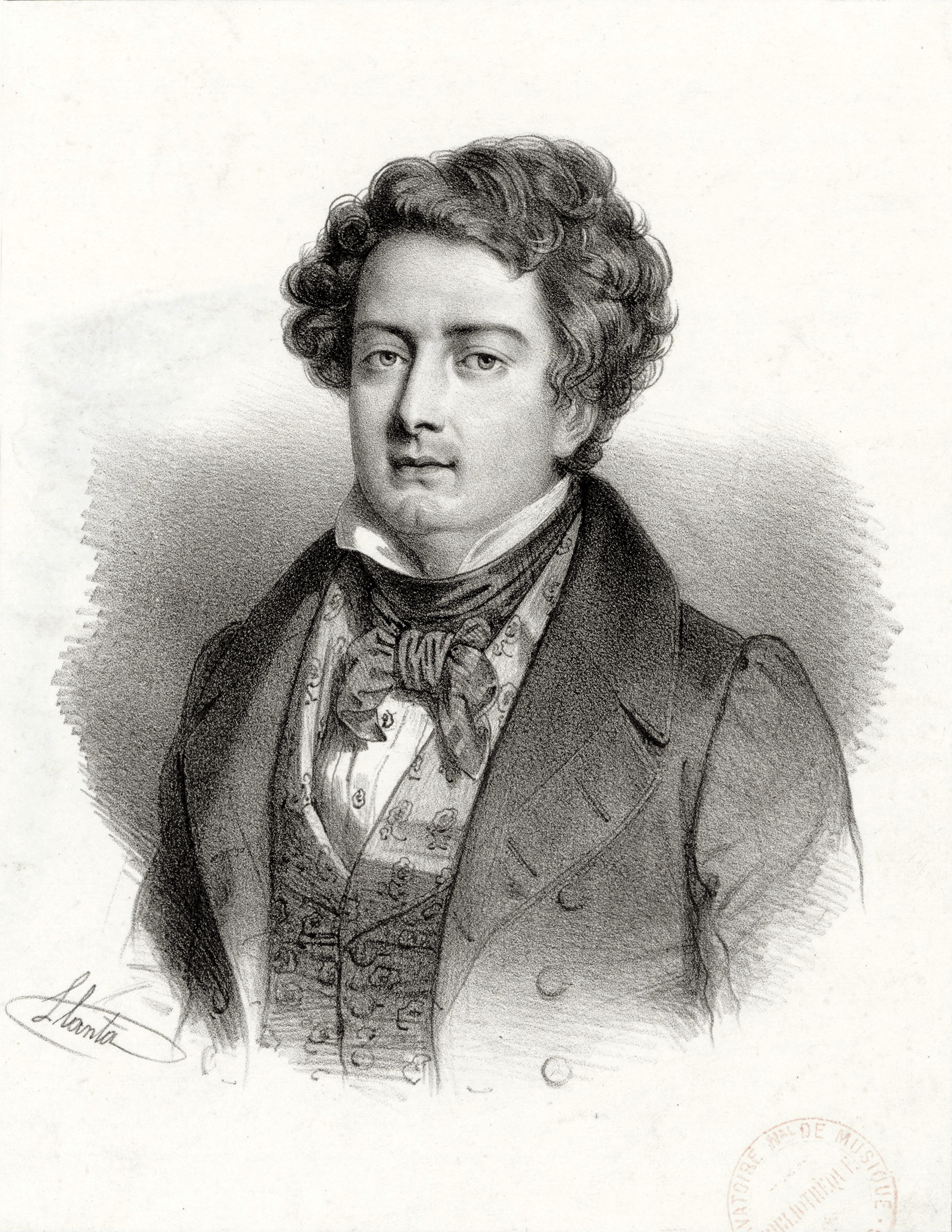
マサニエッロを演じたアドルフ・ヌーリ

ロッシーニの『ギヨーム・テル』（1829年）やマイアベーアの『悪魔のロベール』（1831年）、『ユグノー教徒』（1836年）、『預言者』（1849年 ）、『アフリカの女』（1865年）やジャック・アレヴィの『ユダヤの女』（1835年）、ドニゼッティの『ラ・ファヴォリート』（1840年）、エクトル・ベルリオーズの『トロイアの人々』、ジュゼッペ・ヴェルディの『シチリアの晩鐘』（1855年）や『ドン・カルロス』（1867年）などの先駆けとなった重要な作品である。しかし、19世紀後半以降上演機会は減っていき、近年では全曲上演は少なく、序曲のみが独立して演奏される機会が多い。なお、タイトルは上記の他に『マサニエッロ』（Masaniello）と呼ばれることもある。
『新グローヴ・オペラ事典』では「口の利けないフェネッラがパントマイムだけで演じるというアイディアはウォルター・スコットの『 ピークのペヴァリル 』 (1823年)や街頭劇のメロドラマから着想を得たものだが、当初から構想に含まれていた」。さらに「『ポルティチの唖娘』は演出家、台本作家、舞台美術家、衣装担当者が共同で制作する新しい機会を提供し製作者たちはナポリ革命の歴史的背景も詳細に研究した。終幕でのヴェスヴィオ山が噴火するというクライマックスの影響はマイアベーアや同時代の作曲家によるグランド・オペラにとどまらず、ワーグナーの『神々の黄昏』にまで及んだ。このオペラはブリュッセルのモネ劇場での1830年8月25日の上演でベルギー独立革命を引き起こしたことから、革命のシンボルと見なされるようになった」と解説している。英国初演は1829年 5月4日にロンドンのドルリー・レーン劇場にて『マサニエッロ』というタイトルで上演された。アメリカ初演は同年11月9日にニューヨークのパーク劇場にて行われた。

## 振付と舞台装置

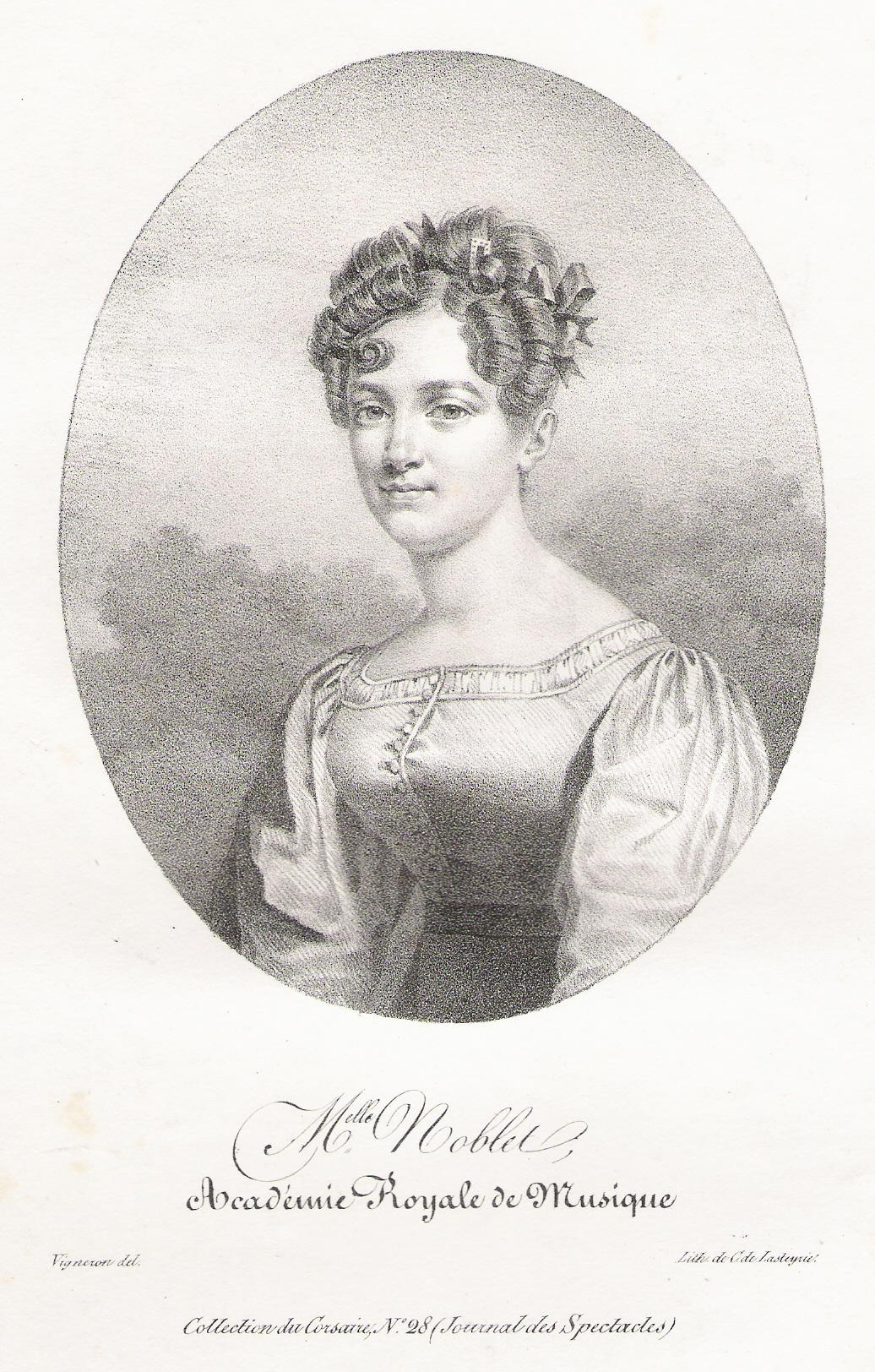
フェネッラを演じたリーズ・ノブレ

本作の振付はジャン=ルイ・オメール（フランス語版）が行った。永井玉藻は「第1幕に2曲（ワラチャとボレロ）、第3幕に1曲（タランテラ）のダンスシーンがあるほかに、全曲を通じてパントマイムが極めて重要な役割を果たしている。－中略－彼女の意思表示は身振り手振りに限定されているのである。フェネッラは他の登場人物たちとは「パントマイム」を通じて対話する。作中でフェネッラがパントマイムで示す内容は、同意や拒否などの単純なものから、彼女が投獄されるに至った経緯の説明などのようにかなり複雑なものもある」。さらに具体例としては「エルヴィールがフェネッラにかつてあなたを酷い目に合せた男は誰なのかと問いかける。－中略－エルヴィールの〈それで犯人は？〉との問いかけに対し、フェネッラは16分音符と全音符による同音連打のリズムと共にアルフォンスを指し示す。この音型は続くエルヴィールの歌詞「彼ですって！」と同じであり、さらに、もう一度、直後に同じ音型が1オクターヴ下で奏される。これにより、あたかもフェネッラが「彼です」と口に出して告発したような印象を与えることができる。このような音楽の用い方は当時のバレエ音楽に極めて特徴的である」と指摘している。フェネッラの役は マリー・タリオーニ 、ファニー・エルスラー、 ポリーヌ・ルルーなどのダンサーや女優のハリエット・スミスソンなどによって演じられた。また、この作品の上演に際しては、従来ソリストの歌手たちの演技に関与しせず、後方で歌っていた合唱団に動きが与えられたことが画期的だった。オベールとスクリーブは地方色を際立たせるために、舞曲のリズムを多用し、ナポリを表すタランテラをダンサーに踊らせた。さらに、オペラ座の「舞台装置は他の劇場とは比べものにならないほど、豪華絢爛で、大掛かりな仕掛けに驚かされ、歴史の絵物語の中に自分が入って行くような感覚を覚えるほどである。こうした重厚で、センセーショナルな、強力な歌の世界に観衆は驚喜、感激したのである」ということである。

## 楽曲
D・J・グラウトは「スコアの珍しい点は主人公がろう者であるという点である。彼女はオーケストラの伴奏に合わせて、身振りで意味を伝える。これはメロドラマの技法の興味深い、恐らく他には例のない使い方である。音楽はコーラス、群衆の場面、行列、バレエ、巨大なフィナーレなどを取り入れて、典型的なグランド・オペラのスタイルで書かれている。それと対照的な効果として、第2幕のフィナーレのバルカロール、第3幕の陽気な市場の場面などいくつか軽い気分の番号もあるが、概して作品の調子はまじめな方に傾いている。生き生きしたリズムとロマンティックな熱情が目立ち、第2幕の有名な2重唱「むしろ死を選ばん」（Mieux vaut mourir）は、それが熱烈な愛国の感情にまで高まっている。本作の音楽は華麗壮大なスタイルをもっているが、リブレットの性格に良くあっている」と評している。

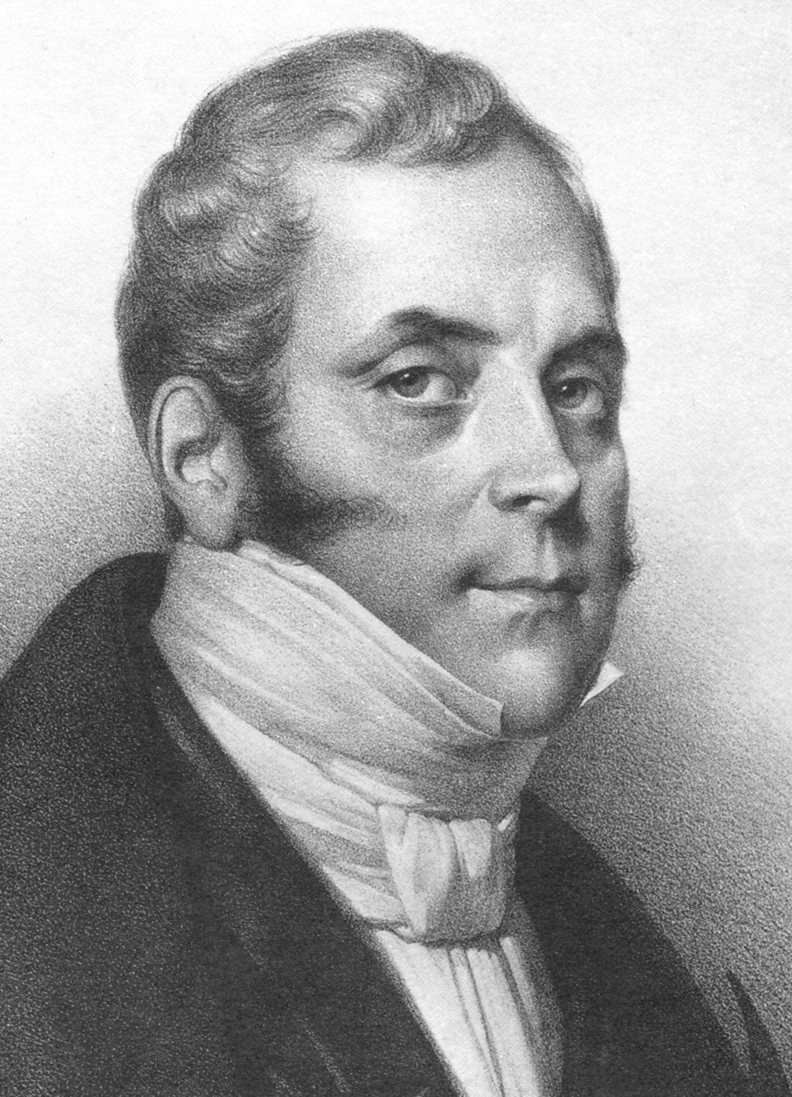
ダニエル＝フランソワ＝エスプリ・オベール

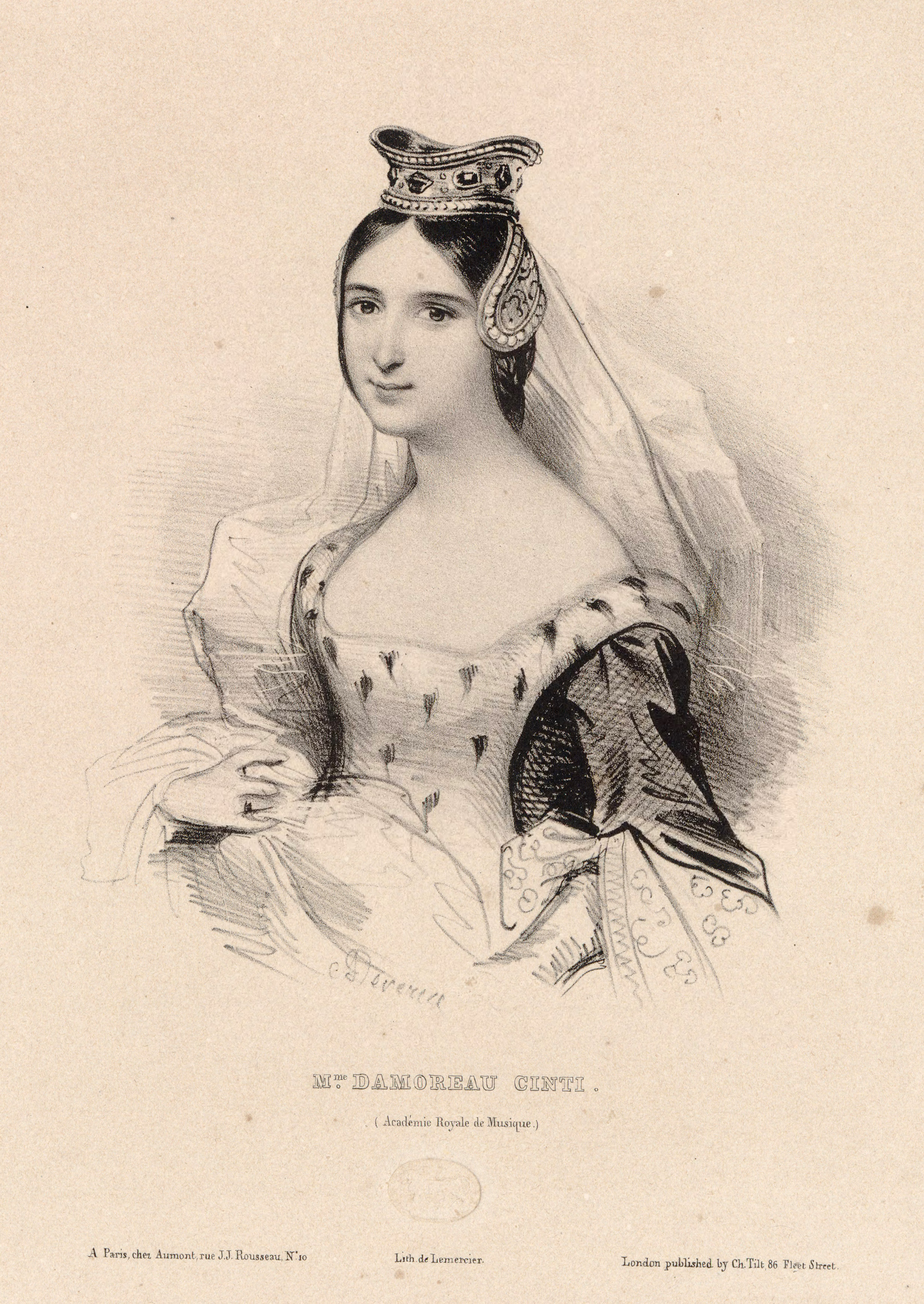
エルヴィールを演じたロール・サンティ＝ダモロー

『新グローヴ・オペラ事典』によれば「オベールの音楽は一面ではオペラ・コミックや当時人気のあった革命歌の影響を受けているが、別の面では、アリア、重唱、舞曲、フィナーレといった正統的なオペラの影響も見られ、さらに、パントマイムの場面ではメロドラマの影響も見られる。序曲の騒然とした第一主題は、フェネッラが革命によってもたらされた破壊をパントマイムで表現する第4幕の冒頭にて繰り返される。序曲のさらに別の主題はオベールにしては珍しく半音階的で、まず勝利の行進曲の前に現れるが、フェネッラが自殺するオペラの幕切れにも再現される。序曲を高揚した結末に導くだけでなく、第4幕の幕切れで繰り返されることによって革命の勝利を暗に伝えていると思われるこの行進曲の性格と、オペラの実際の結末が対立していることが注目される」と解説している。この序曲はオッフェンバックが『ため息橋』の中でこの作品の序曲をパロディとして使っている。さらに「オベールは慣習的な愛の場面（5幕版のみ）に慣習的な音楽をつけた。エルヴィールの≪至上の喜び≫やカンタービレ=カバレッタの形式に従った2重唱「私から逃れようとしないで下さい」がそれに該当する。マサニエッロの第2幕のバルカロールは圧制に対する反抗を秘めたもので、ヨーロッパ中で愛唱された。合唱の「復習に立ち上がろう」および「祖国に捧げた高貴なる愛」のリフレインで有名なマサニエッロとピエトロによる2重唱「死んだ方がましだ。こんな惨めな人生ならば」（Mieux vaut mourir）は革命運動が盛り上がりを見せた19世紀の世相に一致する。フェネッラのパントマイムにつけられた喚起力に富む音楽や舞曲は、その他の多くの作品に影響を与えた」のであった。

## 楽器編成
- 木管楽器:ピッコロ1、 フルート2、オーボエ2、クラリネット2、ファゴット4
- 金管楽器:ホルン4、トランペット2、 トロンボーン3、オフィクレイド1
- 打楽器:ティンパニ2、大太鼓、トライアングル、シンバル
- 弦五部 、ハープ1。

舞台裏（バンダ）
- フルート1、クラリネット2、ホルン2、グロッケンシュピール

## 登場人物
| 人物名       | 原語              | 声域                       | 役                                          | 1828年2月29日初演のキャスト 指揮者： アンリ・ヴァレンティノ |
| ------------ | ----------------- | -------------------------- | ------------------------------------------- | ----------------------------------------------------------- |
| マサニエッロ | Masaniello        | テノール                   | ポルティチの漁師                            | アドルフ・ヌーリ                                            |
| アルフォンス | Alphonse          | テノール                   | ナポリ副王アルコ公爵の息子                  | アレクシス・デュポン                                        |
| エルヴィール | Elvire            | ソプラノ                   | アルフォンスの婚約者                        | ロール・サンティ＝ダモロー                                  |
| フェネッラ   | Fenella           | 黙役 女優または バレリーナ | マサニエッロの妹 かつてのアルフォンスの恋人 | リーズ・ノブレ                                              |
| ピエトロ     | Pietro            | バス                       | 漁師。マサニエッロの同志                    | アンリ・ベルナール・ダバディ                                |
| ボレッラ     | Borella           | バス                       | 漁師。マサニエッロの同志                    | アレクサンドル・プレヴォスト                                |
| ロレンツォ   | Lorenzo           | テノール                   | アルフォンソの親友                          | ジャン=エチエンヌ=オーギュスト・マッソル（フランス語版）    |
| セルヴァ     | Selva             | バス                       | 副王の将校                                  | フェルディナン・プレヴォ                                    |
| モレノ       | Moreno            | バス                       | アルフォンソの友人                          | シャルル=ルイ・プイレ                                       |
| 侍女         | dame de compagnie | ソプラノ                   | エルヴィーラの侍女                          | アンヌ・ロロット                                            |

## 演奏時間
序曲：8分、第1幕:40分、第2幕：30分、第3幕：25分、第4幕：35分、第5幕18分

## あらすじ
時・場所：17世紀のスペイン統治下のナポリ近郊及び漁村ポルティチ

### 第1幕：アルコ公爵の宮殿の庭
序曲
秀逸な序曲は簡潔な数々の主題がフェネッラや一般の人々の世界を想起させる。不穏な雰囲気を持つ冒頭の小節が何度も繰り返され、しばしばその解決が遅らされて緊張感が高められる。
アルコ公爵の宮殿では人々が公爵の息子アルフォンスとその婚約者エルヴィールの婚礼の支度をしている。しかしアルフォンスは、かつて深い仲になってしまったのにもかかわらず捨ててしまった漁師の娘フェネッラが、ショックで口が利けなくなってしまったことを、ひどく後悔している。そこへ現れた親友ロレンツォにフェネッラについて聞くと、ロレンツォは彼女は君の父上が君と別れさせるために、どこかに隠したかも知れないと語る。ますます後悔を深めたアルフォンスは、ロレンツォと共に立ち去る。

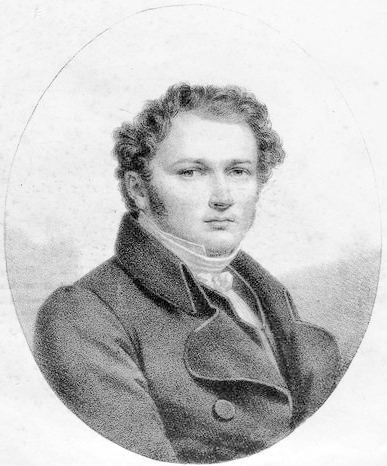
ピエトロを演じたダバディ

代わってアルフォンスの婚約者エルヴィールが侍女達と現われ、喜びを歌う〈アリア〉「愛する人と」（Celui qui j’aimais）。侍女達がスペインの舞曲を2曲踊り、結婚の喜びを歌う。そこへ副王の将校セルヴァと兵隊達に追われて一人の娘が逃げて来て、エルヴィールにかくまって欲しいと救いを求める。何事かと問うエルヴィールに対して、セルヴァはその娘は副王の命で投獄されていたが、隙を見て逃げ出したと説明する。その娘フェネッラは、身振りで恋人に捨てられた後、ある日突然捕らえられ、投獄されたと説明する。不幸な娘の境遇に同情したエルヴィールは、フェネッラを助けることを約束し、結婚式を挙げるために教会へ向かう。
しばらくして、結婚式が終わると、教会から人々の歓声が聞こえ、新郎新婦が姿を現す。しばらく様子を見ていたフェネッラは、突然叫び声を上げ、人々の前に出る。これに気づいたエルヴィールは、夫にこの可哀想な娘を助けて、誘惑した男に罰をと言う。しかし、娘を見たアルフォンスは動揺する。エルヴィールはもしやと思い、誘惑した男は誰かと問うと、フェネッラはアルフォンスを指差す。群衆は騒然となり兵隊がフェネッラを捕らえようとする。その中でフェネッラは人々の助けをかり、なんとか逃げ去ってしまう。

### 第2幕：ポルティチの美しい海岸
海岸では漁師達が網の繕いや舟の修理をしている。そこにマサニエッロが現われ、〈バルカロール〉「友よ、朝は美しい」（Partons, la matinée est belle）を歌う。漁師達が去り、マサニエッロだけが残ると、そこにピエトロが現われ、マサニエッロに君の妹は見つけられなかった。たぶんスペイン人達にかどわかされたに違いないと言う。二人は2重唱「「死んだ方がましだ」（Mieux vaut mourir）と歌い、スペイン人に復讐を誓うマサニエッロ。そこへフェネッラが現われ、岩の上から身投げをしようとするが、思い直して兄の所にやってくる。兄と2人で話したいと身振りで知らせると、ピエトロは去る。彼女は兄に、自分がさる高貴なスペイン人に誘惑されたことを説明する。妹を弄ばれたことに怒ったマサニエッロは、折からやってきた漁師達と復讐を誓う。そこへピエトロが戻り、スペインの兵隊がやってくると告げるので、マサニエッロは漁師達に魚網に武器を隠させ、人々は大声で歌を歌ってごまかす。

### 第3幕第1場：アルコ公爵の宮殿の一室
結婚式で明かされたアルフォンスとフェネッラの関係に怒るエルヴィール。アルフォンスは、責任は自分にあるが若気の至りだから許してくれ、と切々と訴え、跪く。この様子にエルヴィールも彼を許す。しかし、彼女はフェネッラをこのままにできません、彼女を助けてあげましょうと言う。エルヴィールの寛大さに感激したアルフォンスは、セルヴァを呼び、フェネッラを探して宮殿まで連れてくるよう命じる。

### 第3幕第2場：ナポリの広場のある市場

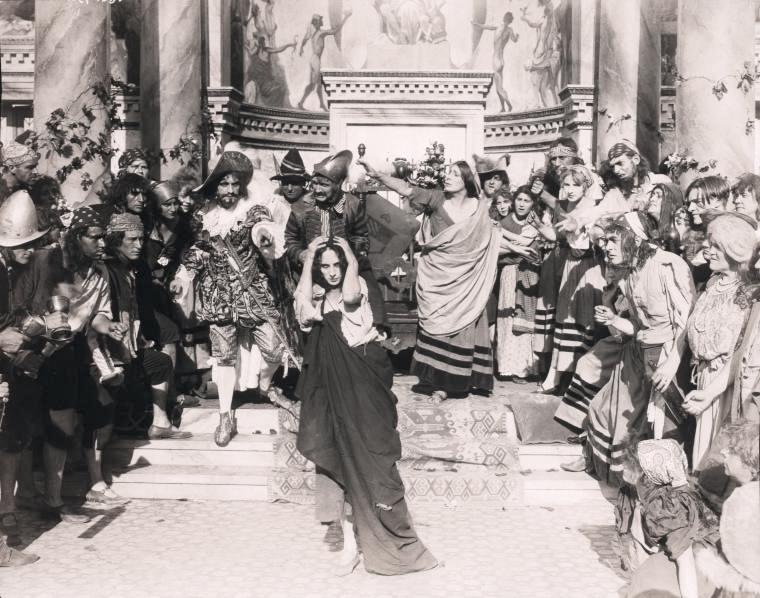
映画版でフェネッラを演じるアンナ・パヴロワ

広場では、若い娘達がタランテラを踊っている。その中に混じってフェネッラがいるのを見つけたセルヴァは、兵士に彼女を捕まえ、連れて行こうとする。そこに兄のマサニエッロが漁師達と現われ、妹をどこに連れて行くと激しく詰め寄る。副王の命令と高飛車な態度に出るセルヴァに怒ったマサニエッロは、短剣を抜いて妹を取り戻そうとすると、セルヴァは彼も逮捕せよと命じる。マサニエッロは漁師達に、もう我慢ならない、スペイン人を倒すために今夜立ち上がろう!と叫ぶと、皆も同調して兵士達に襲いかかる。暴徒と化した群衆は宮殿に向かおうとするが、マサニエッロがこれを留め、戦いの前に神に祈ろうと呼びかけ、祈る。そこに教会の鐘が鳴り響き、群衆はそれを革命の開始として、武器を持って宮殿に向かう。

### 第4幕：マサニエッロの小屋の中
マサニエッロ達の革命は成功し、マサニエッロは革命の指導者として権力の中枢にある。彼の元にはナポリの行政官や市民達がやってきて、自分達の財産と引き換えに革命の流血を避けるよう懇願する。マサニエッロは、お前達の財産は我々貧しい人間達の汗の結晶で、お前達のものではないというが、市民達の懇願を受け入れて、生命の安全を保障して、市民達を帰す。
一人になったマサニエッロは、自分達が起こした革命の凄惨さを思い起こし苦しむ。そこにフェネッラが真っ青な顔で戻ってくる。彼女は革命で無法地帯と化したナポリの街を見て、強い衝撃を受けたと兄に説明する。マサニエッロは妹を落ち着かせるために眠りにつかせる。そこにピエトロ達が現れ、マサニエッロがナポリの市民達に甘過ぎる、我等は復讐がしたい、革命の時の誓いを忘れたか?と迫る。さらに、逃亡した副王の息子アルフォンスを見つけ次第処刑すると語る。マサニエッロは暴君は追い出した、これ以上殺戮を重ねる必要はないのではないか、と説くが、ピエトロ達は承諾しない。仕方なくマサニエッロはピエトロ達に、ここには妹が寝ているので奥の部屋でゆっくり話をつけようと言い、出て行く。しかし、眠っているはずのフェネッラは実は起きていて、兄達の話を全て聞いていた。
兄達が去った後、一人恐怖に震えるフェネッラ。そこに、今やお尋ね者になったアルフォンスがエルヴィールと共に小屋にやってくる。彼らはマサニエッロに命乞いに来たのだ。フェネッラを見つけたアルフォンスは驚愕するが、自分は殺されても仕方ないが妻には罪は無いので助けて欲しい、と頼む。フェネッラは最初助けるような身振りを示すが、エルヴィールのベールを上げて顔を見ると、嫉妬に狂い奥に駆け出そうとする。エルヴィールはこれを止めて、お前がかつて私に助けを求めた時助けてあげたでしょうと言い、救いを求める。この言葉にフェネッラも折れ、二人を助ける事を約束する。そこに現れた兄に彼らの命乞いをし、マサニエッロも二人を保護しようと約束する。しかし、ピエトロ達は復讐とばかりにアルフォンスを殺そうとするが、フェネッラが間に入り、これを阻止する。マサニエッロは部下に彼らを安全なカステル・ヌオーヴォに連れて行かせる。そこにナポリの貴族や金持ちが市の鍵を持って来て、マサニエッロにナポリの指導者になるよう求める。これを承諾した彼は、群衆の歓呼の中、ナポリに向かう。しかし、ピエトロ達は奴の栄光は長くないと囁く。

### 第5幕：総督宮殿の前庭

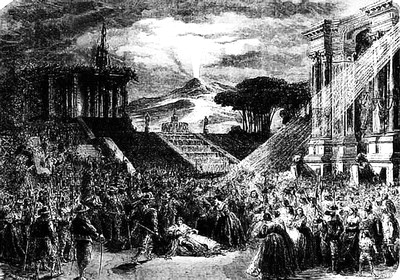
『ポルティチの唖娘』の5幕の火山噴火のデッサン(1893)

総督宮殿では宴が開かれている。ピエトロはギターを抱えて舟唄を歌い、全員がそれに合わせる。ピエトロは仲間の一人にそっと、この宴でマサニエッロに毒を盛ったと打ち明け、そ知らぬ顔で舟唄を続ける。そこにボレッラが駆け込んできて、副王軍が体勢を立て直して進軍してきたと報告する。この知らせに、この危機を乗り切れるのはマサニエッロしかいないと、皆は彼を呼ぶが、毒を盛られたマサニエッロはもはや自由に動くこともできない。しかし、力を振り絞ってナポリの街に出て行く。しばらくして、エルヴィールとアルフォンスがやってきて、フェネッラにマサニエッロがエルヴィールを救ったため、暴徒と化した民衆に殺されたことを告げる。アルフォンスはフェネッラに逃げるよう言うが、フェネッラは逃げようとしない。その時突然、ヴェスヴィオ火山が噴火し、熔岩が宮殿に流れ込んでくる。フェネッラはこの熔岩に身を投じる。あまりの光景に、人々は恐怖に駆られて神に祈る。

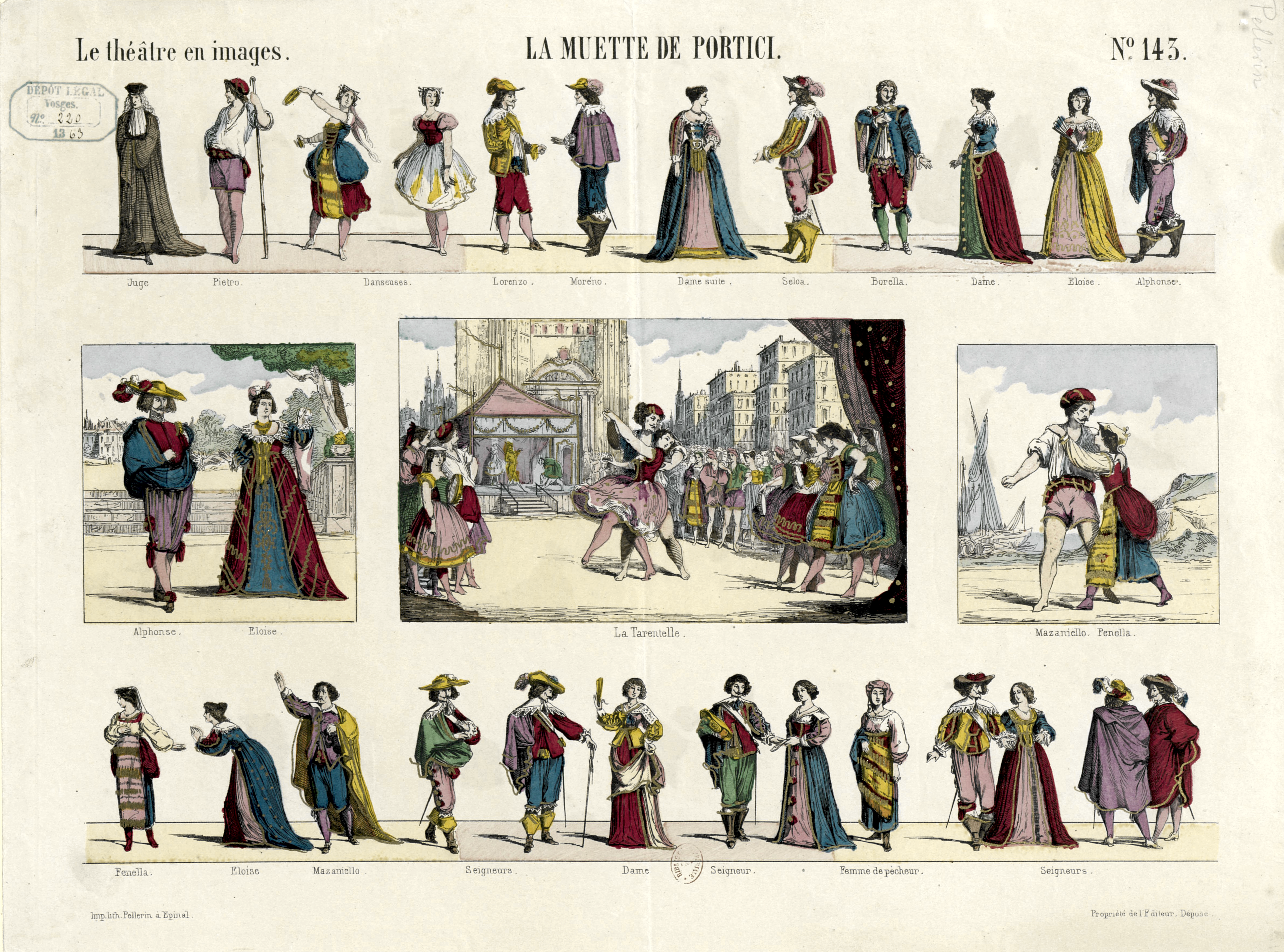
ポルティチの唖娘の諸情景

## 主な録音
| 年   | 配役 マサニエッロ エルヴィール アルフォンス ピエトロ                                          | 指揮者 管弦楽団および合唱団                                                                            | レーベル                 |
| ---- | --------------------------------------------------------------------------------------------- | --- | ------------------------ |
| 1987 | アルフレード・クラウス ジューン・アンダーソン ジョン・エイラー ジャン＝フィリップ・ラフォン   | トーマス・フルトン モンテカルロ・フィルハーモニー管弦楽団 ジャン・ラフォルジュ・アンサンブル・コラール | CD: EMI ASIN: B0000C848I |
| 2011 | ディエゴ・トーレ アンジェリーナ・ルザファント オスカー・デ・ラ・トッレ ヴィラール・ヴィトルト | アントニー・ヘルムス アンハルト・フィルハーモニー管弦楽団 アンハルト歌劇場合唱団                       | CD: CPO ASIN: B00CNBNCV8 |

## 関連作品
フランツ・リスト
＊オベールの歌劇『ポルティチの唖娘』によるブラーヴラ風タランテラ S386/R117(第1稿)(1846)
＊オベールの歌劇『ポルティチの唖娘』によるブラーヴラ風タランテラ S386/R117(第2稿)(1869)
＊オベールの歌劇『ポルティチの唖娘』の主題による2つの小品　S387/R118：第1番:序曲-第2番:カヴァティーナ(子守歌)(1847/1848) 
ジギスモント・タールベルク
＊オベールの歌劇『ポルティチの唖娘』のモティーフによる大幻想曲Op.52
ミケーレ・カラファ
＊『マサニエッロ』（Masaniello ou le Pêcheur napolitain）というオペラが1827年 12月27日にパリのオペラ＝コミック座で初演された。リブレットはシャルル・フランソワ・ジャン・バティスト・モロー・ド・コマニー（Charles François Jean Baptiste Moreau de Commagny）とA. M. ラフォルテル（A.-M. Lafortelle）による。
その他
＊映画「ポルチシの唖娘」- 本作を原作とする、1916年製作・公開のアメリカ映画。原題: The Dumb Girl of Portici